# Jerónimo de Guedeja y Quiroga
Jerónimo de Guedeja y Quiroga fue un dramaturgo y escritor español del siglo XVII del que se ignora su cronología exacta, pero se sabe que fue sevillano.

## Obra
Es autor de obras en prosa y verso, entre ellas varias comedias, pero en su madurez se arrepintió de esa faceta y escribió varios opúsculos contra el teatro, en especial contra las comedias de santos: Memorial a el Excmo. Sr. Duque de Veragua, titulado Rayo de luz del desempeño contra las Comedias, Representaciones y sus Textos: en prosa y verso (Sevilla, 1683) y Tratado contra las comedias, y en particular contra el abuso de las comedias de los santos y su indecencia (Sevilla, 1683).
- En el sueño está la muerte, o El asombro de Palermo, impresa en 1663, sobre la disputa de un demonio y un ángel sobre el alma de un mortal que recurre al primero para seducir a una dama.
- El santo Cristo de San Agustín de Sevilla.
- El auto sacramental La mejor luz de Sevilla, Nuestra Señora de los Reyes, impresa en Sevilla por la Viuda de Francisco Leefdael, sin año, en realidad una refundición de La reina de los reyes de Tirso de Molina
- El cascabel del demonio o sea Auto al nacimiento de Christo Nuestro Señor (Salamanca, 1793), identificado como de Guedeja por Edwin Stark[1]
- El auto sacramental Las astucias de Luzbel contra las divinas profecías, identificado como de Guedeja por Mildred Boyer.[2]